# اچ‌ام‌اس برمودا (۵۲)
اچ‌ام‌اس برمودا (۵۲) (به انگلیسی: HMS Bermuda (52)) یک کشتی است که طول آن 169.3 m (555.5 ft) می‌باشد. این کشتی در سال ۱۹۴۱ ساخته شد.